# Judendomen i Indien
Judendomen i Indien räknar sina anor tillbaka till 100-talet. Man räknar traditionellt med tre större grupper. Inom det 6 000 personer starka (1997) judiska kollektivet i Indien finns dock bara en spillra kvar av två av grupperna:

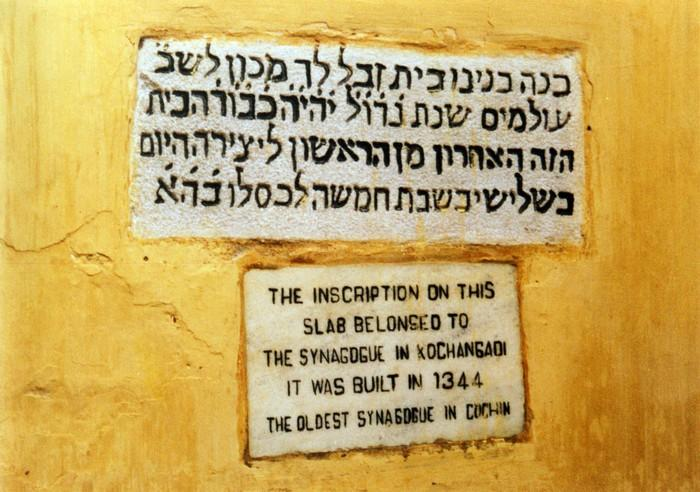
Inskription i Cochin

1. Judarna i Cochin, som enligt sin egen historieskrivning funnits i Indien sedan det andra templets förstörelse i Jerusalem 70. Man ska först ha varit bosatt i Cranganore, och flyttat till Cochin från 1341 till 1565, bl.a. till följd av arabiska raider mot bosättningsplatserna i Cranganore. Denna judiska grupp talar malayalam och klär sig som indier i gemen. Efter att ha varit omkring 2 500 vid krigsslutet är numera cochinjudarna en spillra på kanske 20 personer. Se vidare Cochin Jews.
2. Bene Israel ("söner av Israel"), vars förfäder kom till Indien på 900-talet, är bosatta främst i Bombay, Calcutta, Delhi och Ahmedabad. Det språk som talas i denna grupp är marathi. Gruppen hävdar ursprung från Galiléen, som man ska ha lämnat på 100-talet till följd av förföljelser. Gruppen tros genom tidernas lopp avsevärt ha blandat sig med den indiska befolkningen, men bevarar fortfarande religiösa sedvänjor som koscher, bris och sabbat. Bene Israel tros ha uppgått till 6 000 personer 1830, 10 000 1948. Från en topp på 20 000 har sedan antalet sjunkit på grund av emigration till Israel till 5 000. Emigrationen blev tillåten från 1964. Dessförinnan ansågs det från israeliskt håll inte avgjort att gruppen faktiskt var judisk. Se vidare Bene Israel.
3. Bagdadjudarna i Indien (bagdadi) finns i Bombay och Calcutta, och uppgår idag till kanske bara 50 personer. Som namnet antyder anses denna grupp ha migrerat från Bagdad till Indien. Dess mest kända medlem var sir David Sassoune, född i Bagdad 1792 och död i Pune 1864. Innan migrationen till staten Israel inleddes bestod gruppen av omkring 7 000 personer. Inom denna grupp var man mera noga med att avgränsa sig mot det indiska samhället i stort och bibehålla sin judiska identitet.